# The Invisible Woman (film, 2013)
Pour les articles homonymes, voir The Invisible Woman.
Pour plus de détails, voir Fiche technique et Distribution.
The Invisible Woman (La Femme invisible au Québec) est un film dramatique britannique réalisé par Ralph Fiennes, qui y tient le rôle de Charles Dickens, et sorti en 2013.

## Synopsis
À l'âge de 45 ans, le célèbre écrivain Charles Dickens a eu une histoire d'amour méconnue avec Nelly Ternan, une jeune actrice de 18 ans. Cette liaison adultère durera treize années, jusqu'à la mort de Dickens.

## Fiche technique
- Titre : The Invisible Woman
- Réalisation : Ralph Fiennes
- Scénario :  Abi Morgan d'après le roman de Claire Tomalin : The invisible woman : the story of Nelly Ternan and Charles Dickens
- Musique : Ilan Eshkeri
- Image : Rob Hardy (en)
- Montage : Nicolas Gaster
- Genre : Film dramatique
- Durée : 111 minutes
- Dates de sortie :
  - États-Unis : 31 août 2013 (Festival du film de Telluride)
  - États-Unis : 25 décembre 2013
  - Royaume-Uni :  7 février 2014 (sortie nationale)
  - Belgique :  30 avril 2014

## Distribution

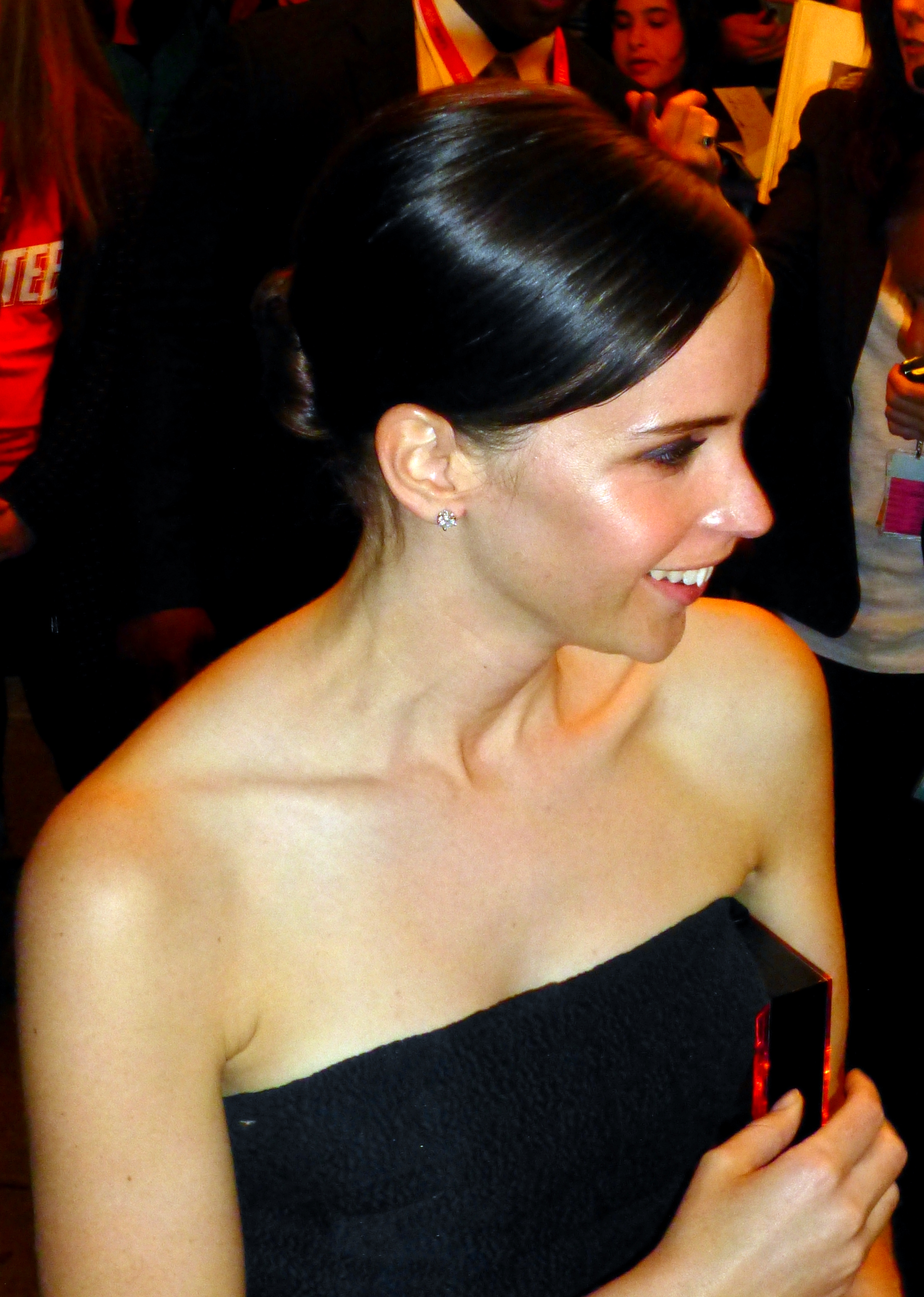
L'actrice principale Felicity Jones à la première du film au Festival de Toronto 2013.

- Ralph Fiennes (VF : Patrick Laplace) : Charles Dickens
- Felicity Jones : Nelly Ternan
- Michelle Fairley : Caroline Graves
- Kristin Scott Thomas : Frances Ternan
- Tom Hollander : Wilkie Collins
- Perdita Weeks : Maria Ternan
- Tom Burke : Mr. George Wharton Robinson
- Joanna Scanlan : Catherine Dickens
- Charlotte Hope : Effie
- John Kavanagh : Reverend Benham
- Michael Marcus : Charley Dickens
- Gabriel Vick : Francisco Berger
- Grahame Fox : Station Guard
- Jonathan Harden : Mr. Arnott
- Christos Lawton : Mr. Evans
- Tahirah Sharif : Rosa
- Charissa Shearer : Katey Dickens
- Alex Pond : Street Child
- Joseph Paxton : Edward Pigott
- Caroline Kilpatrick : Lady Teazle
- Philippe Smolikowski : French Doctor
- Claire Daly : Mrs. Lambourne
- Francesca Bennett : Wet woman
- Harmon Harry : Henry Dickens
- Tom Attwood : Mr. Lambourne
- Declan Walker : Alfred Dickens
- Amanda Hale : Fanny Ternan

## Distinctions

### Récompenses
- Satellite Awards 2014 : meilleurs costumes

### Nominations et sélections
- AFI Fest 2013
- Festival international du film des Hamptons 2013
- Festival du film de Londres 2013 : Festival Gala
- Festival du film de New York 2013
- Festival international du film de Vancouver 2013

- British Independent Film Awards 2013 :
  - Meilleure actrice pour Felicity Jones
  - Meilleure actrice dans un second rôle pour Kristin Scott Thomas

- Festival international du film de Palm Springs 2014 : sélection « World Cinema Now »
- British Academy Film Awards 2014 : meilleurs costumes pour Michael O'Connor
- Oscars du cinéma 2014 : meilleurs costumes pour Michael O'Connor
- Satellite Awards 2014 : meilleure direction artistique